# 356 до н. е.

## Події
- 21 липня — щоб обезсмертити своє ім'я, Герострат спалив одне з семи чудес світу — храм Артеміди Ефеської.
- почалась Третя Священна війна.
- на посаду диктатора в Римі можуть призначатися не лише патриції, але і плебеї.

## Народились
- наприкінці липня Александр Македонський — цар Македонії, вихованець Арістотеля, геніальний полководець, видатний адміністратор і політик; засновник великої держави.
- Гефестіон — давньогрецький полководець.